# 한국내셔널트러스트
한국내셔널트러스트(The National Trust of Korea)는 각종 개발사업으로 사라져버릴 위기에 처해 있는 자연환경과 문화유산을 시민들의 기부금과 증여를 통해 보존대상지를 매입하거나 확보해 보존하는 활동을 하는 단체이다.

## 확보 자산
| 자산 명칭                        | 소재지                            | 확보일 | 면적                                   | 확보 사유                         |
| -------------------------------- | --------------------------------- | ------ | -------------------------------------- | --------------------------------- |
| 강화 매화마름 군락지             | 인천광역시 강화군 길상면 초지리   | 2002년 | 3,009m2                                | 멸종위기식물 매화마름의 서식지    |
| 최순우 옛집 (등록문화재 제268호) | 서울특별시 성북구 성북2동         | 2002년 | 대지 395.042m2 건평 101.92m2(건물 2동) | 미술사학자 최순우의 거주지        |
| 동강 제장마을                    | 강원도 정선군 신동읍 덕천리       | 2004년 | 17,166m2                               | 자연환경과 역사문화유적 보전      |
| 나주 도래마을 옛집               | 전라남도 나주시 다도면 풍산리     | 2006년 | 대지 1,051m2 건평 157.78m2(건물 3동)   | 전통 한옥 마을 보전               |
| 권진규 아틀리에                  | 서울특별시 성북구 동선동          | 2006년 | 건평 37.75m2(건물 1동)                 | 조각가 권진규의 작업실            |
| 연천 DMZ 일원 임야               | 경기도 연천군 중면 적거리         | 2007년 | 39,372m2                               | DMZ 일원의 생태적 요충지          |
| 원흥이 방죽 두꺼비 서식지        | 충청북도 청주시 흥덕구 산남동 205 | 2009년 | 1,008m2                                | 대표적 두꺼비의 집단서식지        |
| 내성천 범람원                    | 경상북도 예천군 개포면 신음리 463 | 2012년 | 1,861m2                                | 습지 복원 및 하천-산림생태계 연결 |

- 잠재 사이트
  - 맹산반딧불이자연학교
  - 태안 신두리 해안사구

- 연계 사이트
  - 가회동 심심헌
  - 천리포수목원
  - 정선 아리랑학교
  - 서울 안국동 윤보선가

## 같이 보기
- 문화유산국민신탁